# Холхлове
Холхлове (біл. вёска Хоўхлава) — село в складі Молодечненського району Мінської області, Білорусь. Село є адміністративним центром Холхлівської сільської ради, розташоване в західній частині області.